# Bainet
Bainet (en créole haïtien : Benè) est une commune d'Haïti située dans le département du Sud Est, chef-lieu de l'Arrondissement de Bainet, au sud de Jacmel.

## Démographie
La commune est peuplée de 78 896 habitants(recensement par estimation de 2009).

## Administration
La commune est composée des sections communales de :
| - Brésilienne - Trou Mahot - La Vallée de Bainet - Haut Gandou - Bas de Gandou | - Bas de Lacroix - Bras Gauche - Oranger - Bas des Gris Gris |

L'économie local repose sur la production du café, du coton, du sisal et de fruits. 
Sites touristiques
- An Ba Pon (la valée de Bainet)
- Fort Carrière (sou fò)
- Fort Blokos
- Fort Chenet

https://perfectionmagazine25.blogspot.com/2015/10/an-ba-pont.html

## Personnalités liées à Bainet
- Gérald Bloncourt, né en 1926 à Bainet, peintre et photographe